# Jean d'Aulan
Jean Harouard de Suarez d'Aulan, dit Jean d'Aulan né à Savasse (Drôme) le 20 novembre 1900, est un pilote, un homme d'affaires et un résistant, tué en combat aérien sur le territoire de la commune de Heidwiller (lieudit : Tagolsheimer Holz) le 8 octobre 1944.

## Biographie

### Famille
Jean d'Aulan est le fils de François Harouard de Suarez d'Aulan et de Madeleine de Geoffre de Chabrignac.
Orphelin de père à l’âge de 10 ans, Jean, encore mineur en 1918 , s’engage néanmoins peu avant la fin de la Première Guerre Mondiale.
Il épouse en 1926 Anne Marie Yolande Kunkelmann (1904-1989, croix de guerre 1939-1945), héritière de la maison de champagne Piper-Heidsieck, qui convole en secondes noces en 1946 avec le général Guy d'Alès (1895-1972).
Jean d'Aulan et Anne Marie Yolande Kunkelmann ont quatre enfants : Ghislaine (Comtesse de Poix), François, Philippe et Catherine (qui épouse en 1958 Claude Taittinger).

### Carrière sportive

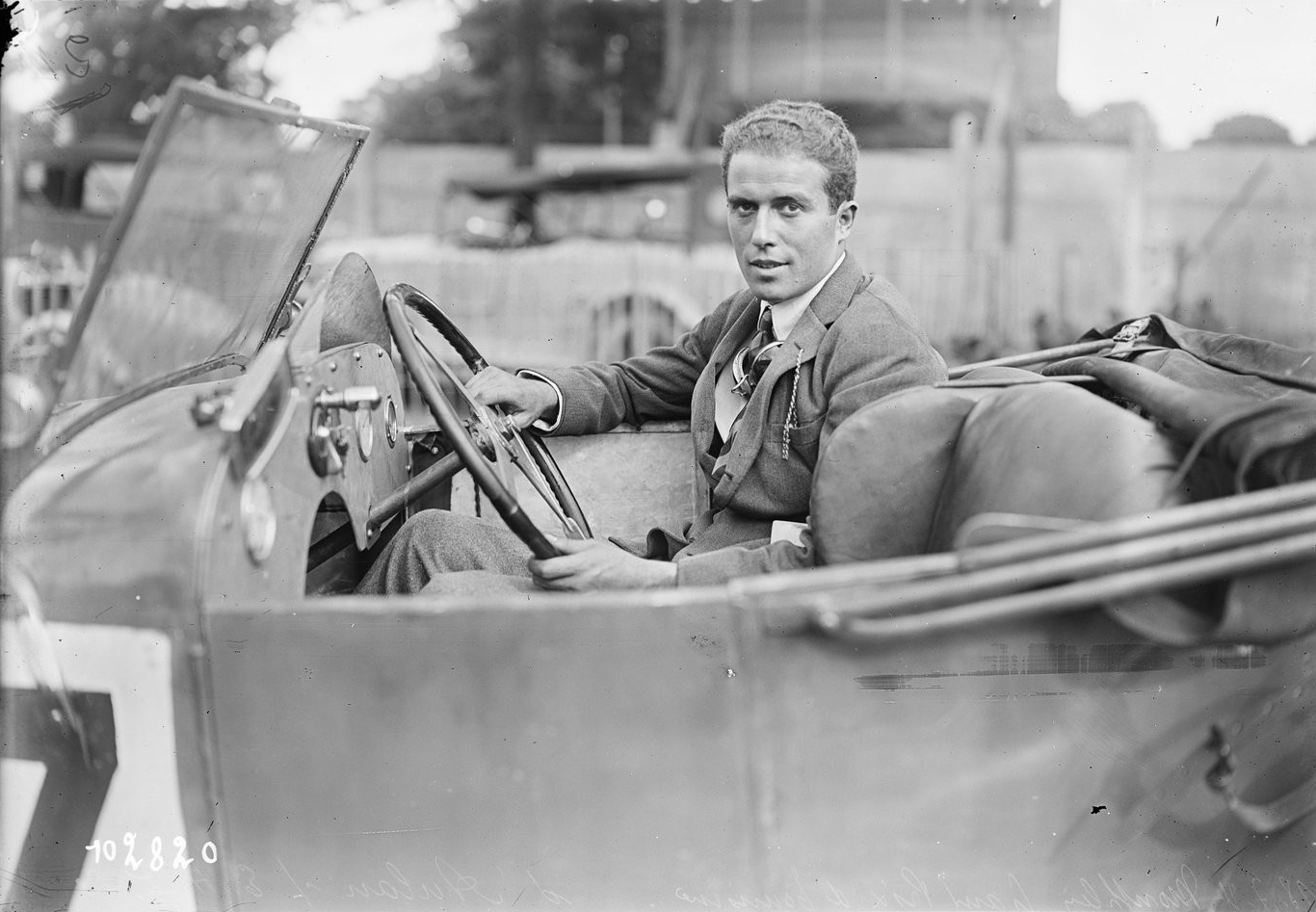
Jean d'Aulan sur E.H.P., lors du Grand prix de (voitures de) tourisme de 1925, autodrome de Linas-Montlhéry.

Jean d'Aulan est champion universitaire de natation et champion d’Europe de plongeon de haut-vol.
Capitaine de l’équipe de France de bobsleigh, il est quatre fois champion de France. Il participe avec l'équipe de France de bobsleigh au premier championnat du monde en 1930 puis aux épreuves de bobsleigh des Jeux Olympiques d'hiver dès leur première édition (à Chamonix en 1928) jusqu'en 1936.
Il participe deux fois aux 24 Heures du Mans en automobile et remporte les rallyes aériens d’Égypte en 1935 et d’Allemagne en 1936.

### Seconde guerre mondiale

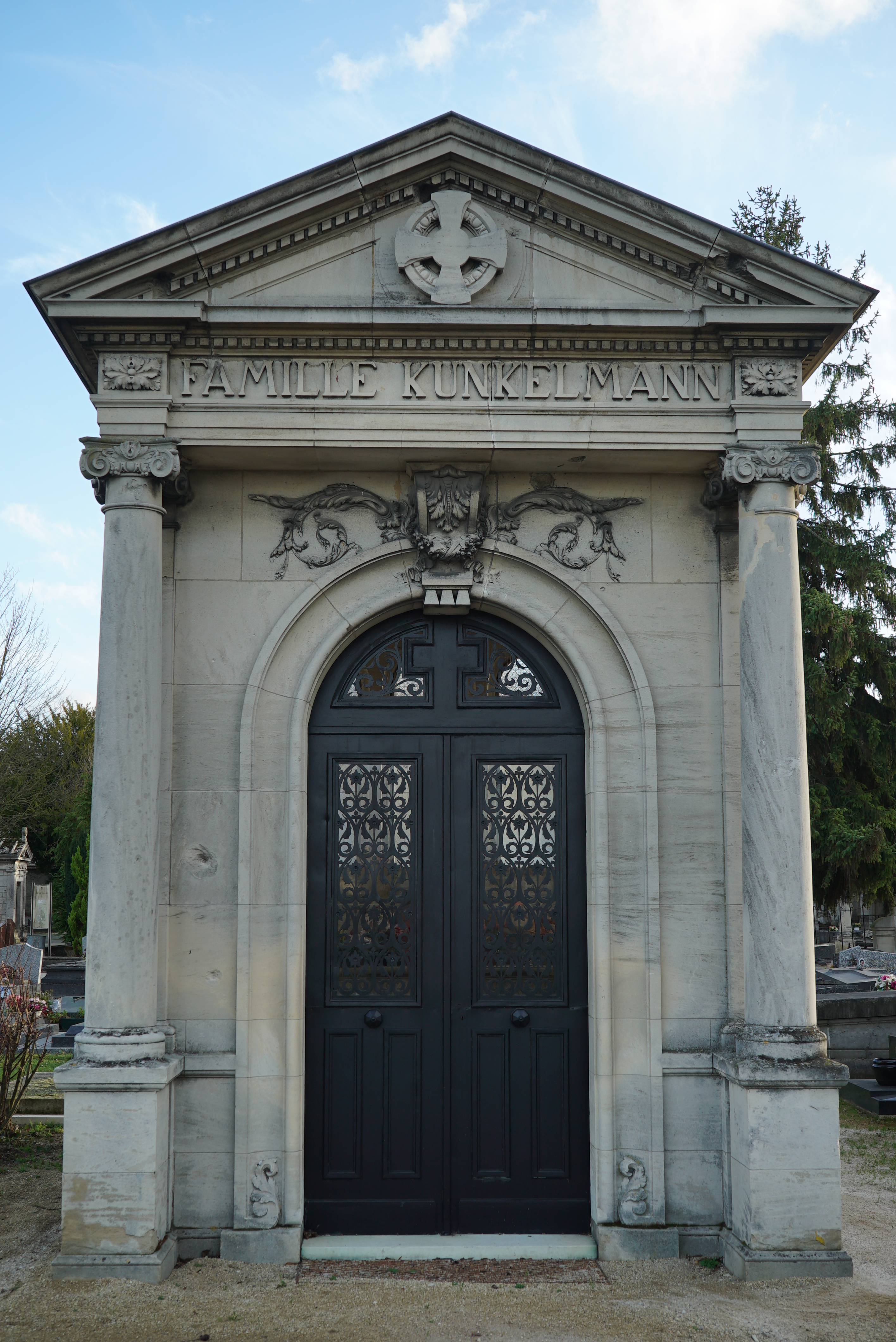
Le caveau familial

Président de la Société des vins de Champagne Piper-Heidsieck à Reims de 1928 à 1943, il cache des armes parachutées d'Angleterre dans les caves pendant l’occupation. Dénoncé à la Gestapo, il parvient à s'échapper et gagne l’Afrique du Nord via l'Espagne.
Il s’engage, en dépit de son âge, dans la célèbre Escadrille La Fayette du Groupe de Chasse II/5, devenant ainsi le plus vieil aviateur de chasse de la Seconde Guerre mondiale (plus âgé de quelques mois et décédé la même année, Antoine de Saint-Exupéry était pilote dans une escadrille principalement dédiée à la reconnaissance).
Après de nombreuses missions effectuées au-dessus de l’Allemagne, il est abattu en octobre 1944 à bord de son avion Republic P-47 Thunderbolt au-dessus de la forêt de Tagolsheim (Haut-Rhin) par des avions Messerschmitt Bf 109. Il était sous-lieutenant.
Chevalier de la Légion d'honneur et titulaire de la croix de guerre 1939-1945, Jean d’Aulan, mort pour la France, repose à Reims, au Cimetière du Nord dans le caveau Kunkelmann.

## Décorations et mémoire
- Chevalier de la Légion d'honneur
- Croix de guerre 1939-1945
- Une rue de Reims porte son nom.
- Un plaque à sa mémoire est apposée sur le monument aux morts d'Aulan.

## Lien extern
- Notices d'autorité :   - VIAF
  - ISNI
  - BnF (données)
  - IdRef
- Ressource relative au sport :   - Olympedia
- Portrait